# Chirbat Abu Hamdan
Chirbat Abu Hamdan (arab. خربة أبو حمدان) – wieś w Syrii, w muhafazie Tartus. W 2004 roku liczyła 925 mieszkańców.